# 1-甲氧基-1,3,5-环庚三烯
1-甲氧基-1,3,5-环庚三烯是一种有机化合物，分子式为C8H10O。

## 性质
根据两份专利，它的主要用途是模拟刺激剂的效果，用于防毒训练和防毒面具密封性的检验。
同时它也是一种诱变剂，这可能是这种物质并未见大规模作为刺激剂使用的原因。